# 卡图
卡图是巴西巴伊亚州的一个市镇。总面积439.573平方公里，总人口47271人，人口密度107.5人/平方公里。